# Inka Qhamachu
Inka Qhamachu (quechua, också Inca Camacho, Incacamachi) är ett berg i Bolivia.   Det ligger i departementet Oruro, i den sydvästra delen av landet, 300 km väster om huvudstaden Sucre. Toppen på Inka Qhamachu är 4 787 meter över havet.
Terrängen runt Inka Qhamachu är huvudsakligen kuperad. Inka Qhamachu är den högsta punkten i trakten. Trakten är glest befolkad. Närmaste större samhälle är Huachacalla, 8,4 km nordväst om Inka Qhamachu. 